# Grievous Angel
Grievous Angel ist das zweite Soloalbum des Country-Rock-Musikers Gram Parsons. Es erschien im Januar 1974, vier Monate nach seinem Tod, und wurde von Reprise Records veröffentlicht.

## Entstehungsgeschichte
Nach einer kurzen Tour mit der Backing-Band arbeitete Gram Parsons mit einer fast gleichen Band am Material für sein zweites Soloalbum Grievous Angel. Die Lieder wurden im Wally Heidler Studio 4 und Capitol Records Studios in Hollywood, Kalifornien aufgenommen. Danach spielte Parsons ein Konzert auf dem Country Rock Festival in Baltimore und begann mit den Arbeiten am Nachfolger Sleepless Nights. Noch vor der Beendigung der Aufnahmen verstarb Parsons jedoch am 19. September 1973 in Joshua Tree, Kalifornien. Das fertiggestellte Album Grievous Angel erschien postum im Januar 1974.

## Bedeutung
Grievous Angel gilt als eines der bedeutendsten Alben des Country-Rocks. Der US-amerikanische Rolling Stone setzte das Album 2003 auf Platz 429 seiner 500 Greatest Albums of All Time. Dagegen bewertete Mark Deming auf Allmusic den Vorgänger GP als das bessere Album und Grievous Angel nur als „a very, very good one“ („ein sehr, sehr gutes“). In der deutschen Liste erreichte es Platz 137. Rolling-Stone-Autor Wolfgang Doebeling schrieb dort über das Album, es sei „voller Liebesleid und Todesahnungen, das Vermächtnis eines Visionärs“.

## Titelliste
- A-Seite:

1. Return of the Grievous Angel (Gram Parsons, Thomas Brown)  – 4:19
2. Hearts on Fire (Walter Egan, Tom Guidera)  – 3:50
3. I Can’t Dance (Tom T. Hall)  – 2:20
4. Brass Buttons (Parsons)  – 3:27
5. $1000 Wedding (Parsons)  – 5:00

- B-Seite:

1. Medley Live from Northern Quebec: 
(a) Cash on the Barrelhead (Charlie Louvin, Ira Louvin)  – 2:12 
(b) Hickory Wind (Parsons, Bob Buchanan)  – 4:15
2. Love Hurts (Boudleaux Bryant)  – 3:40
3. Ooh Las Vegas (Parsons, Ric Grech)  – 3:29
4. In My Hour of Darkness (Parsons, Emmylou Harris)  – 3:42

Das Album wurde 1990 zusammen mit dem Vorgänger GP auf CD wiederveröffentlicht.

## Songinfos
Das angebliche Live-Medley aus North Quebec, bestehend aus dem Louvin-Brothers-Hit Cash on the Barrelhead und Hickory Wind, das Parsons ursprünglich für The Byrds geschrieben hatte, entstand in Wirklichkeit im Studio. Die Live-Geräusche wurden nachträglich von Hugh Davies eingefügt.
Emmylou Harris sang bis auf Brass Buttons bei allen Liedern mit. Zusätzlich ist als weibliche Stimme Linda Ronstadt auf In My Hour of Darkness zu hören. Weitere prominente Gastmusiker waren:
- Bernie Leadon: Lead-Gitarre auf Hearts on Fire, Dobro bei In My Hour of Darkness
- Byron Berline: Geige auf Return of the Grievous Angel, Medley Live from Northern Quebec und In My Hour of Darkness, Mandoline auf Medley Live from Northern Quebec
- N.D. Smart: Schlagzeug auf Hearts on Fire und In My Hour of Darkness
- Steve Snyder: Vibraphon auf Medley Live from Northern Quebec
- Kim Fowley, Phil Kaufman, Ed Tickner, Jane & Jon Doe: Publikum („Background blah-blah“) auf Medley Live from Northern Quebec

Wie auf dem Vorgängeralbum befinden sich mehrere Coverversionen auf dem Album. Neben Cash on the Barrelhead sind dies Love Hurts (zuerst aufgenommen von The Everly Brothers),  Hearts on Fire (Walter Egan) und I Can’t Dance (Tom T. Hall).